# أندريه لويز ناإيتكي
أندريه لويز ناإيتكي (مواليد 24 نوفمبر 1986)، هو لاعب كرة قدم سابق كان يلعب كلاعب وسط.

## وصلات خارجية
- أندريه لويز ناإيتكي على موقع رابطة كرة القدم اليابانية للمحترفين (اليابانية)
- أندريه لويز ناإيتكي على موقع قاعدة بيانات كرة القدم.إي يو (الإنجليزية)
- أندريه لويز ناإيتكي على موقع Soccerway.com (الإنجليزية)
- أندريه لويز ناإيتكي على موقع عالم كرة القدم.نت (الإنجليزية)